# Misraħ Għar il-Kbir

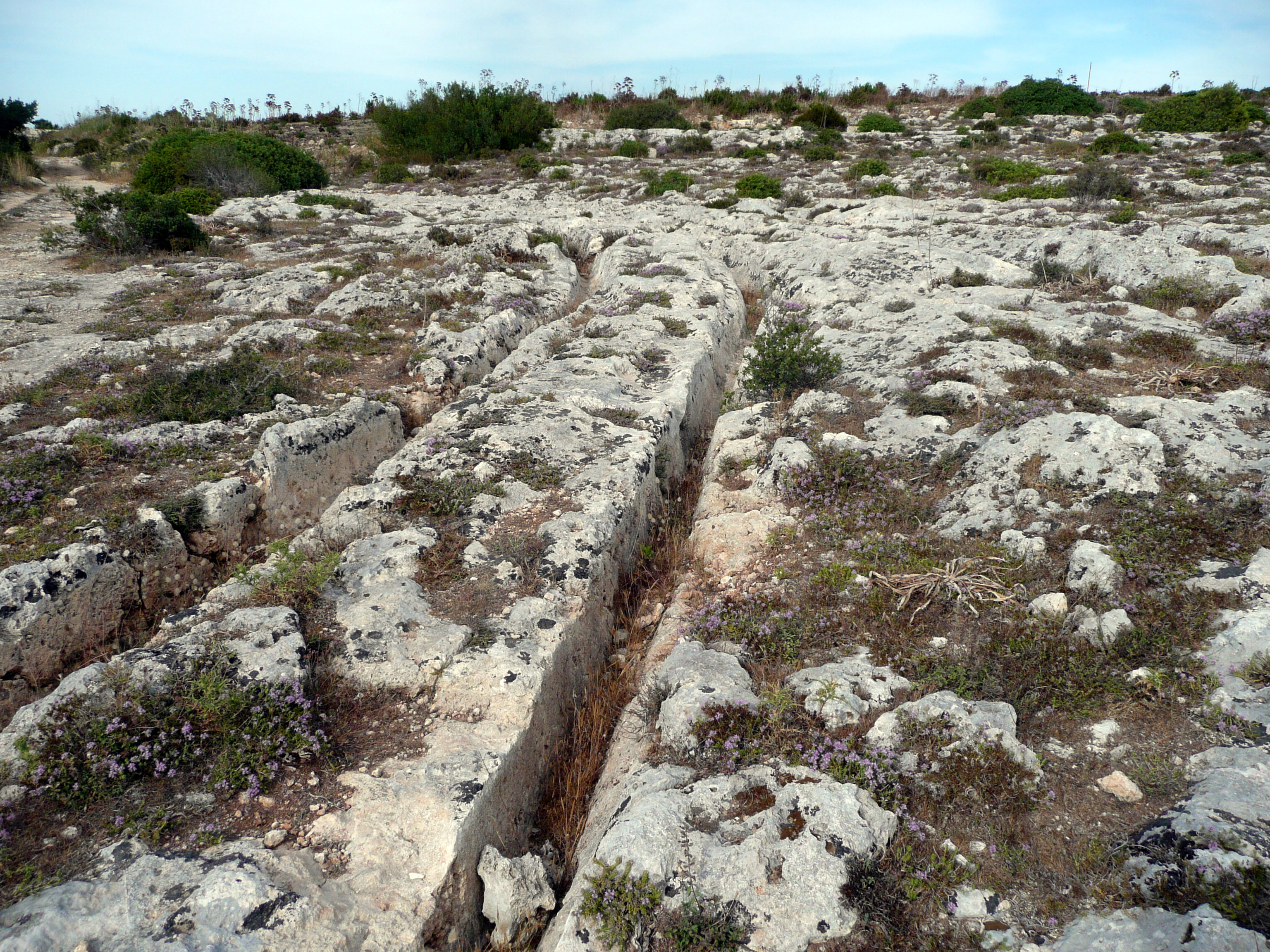
Clapham Junction

Misraħ Għar il-Kbir (anciennement appelé officieusement Clapham Junction) est le plus vaste site préhistorique de Malte regroupant de très nombreux cart-ruts et des carrières. Ce sont les Britanniques qui lui donnèrent son premier nom  par analogie avec les voies de la grande gare de triage de la banlieue londonienne.

## Localisation
Le site est situé à côté de la ville de Is-Siġġiewi, non loin des falaises de Ħad-Dingli.

## Datation
Les archéologues font remonter les plus anciennes traces à 2 000 ans avant notre ère, au moment où des groupes humains venus de Sicile colonisent l'île et y apportent des techniques de l'âge du bronze.

## Explication des traces ditescart ruts
Les cart ruts, présentent également sur d'autre sites de l'archipel (par exemple à Gozo) ont pour origine le passage répété des roues en bois des chariots sur un sol particulièrement érosif quand il est humide,.